# Tierras Altas de Escocia
Las Tierras Altas de Escocia (en escocés: Hielands /ˈhi.lənz/ en gaélico escocés: A’ Ghàidhealtachd [ə ˈɣɛːəl̪ˠt̪ʰəxk], «la tierra de los gaélicos») es una región montañosa del norte de Escocia. Es un área con baja densidad de población y con un relieve muy variado. El principal centro administrativo es Inverness.
Respecto a la cultura, su rasgo más distintivo es la influencia celta, incluyendo el mantenimiento del gaélico escocés como lengua materna de una pequeña parte de la población, y un mayor predominio de la actividad agrícola y ganadera comparado con el resto del país.
Durante los siglos XVIII y XIX miles de personas fueron desalojadas y forzadas a emigrar al sur o a América y Australia; esta época es conocida como las Highland Clearances y se produjo cuando el sistema feudal de clanes entró en crisis. 
Está dividida en varios concejos unitarios: el denominado Highland solamente ocupa un 40 % (aproximadamente) de la región genéricamente denominada Highlands. El resto del territorio está repartido entre los concejos de Aberdeenshire, Angus, Argyll y Bute, Moray, Perth and Kinross y Stirling.

## Historia

### Cultura
Entre los siglos XV y XVI, la región diverge culturalmente de las Tierras Bajas de Escocia en términos lingüísticos, ya que en las Tierras Altas se habla gaélico escocés, mientras que en las Tierras Bajas se habla escocés. La región se denomina tradicionalmente en gaélico escocés A' Gàidhealtachd, y aunque en la región se puede usar el término inglés Highlands y el término escocés antes nombrado, en cada lengua tiene significados distintos. Hoy día el idioma más hablado por los habitantes es un dialecto del inglés fuertemente influenciado por el gaélico.
Como consecuencia de los levantamientos jacobitas, el gobierno británico aprobó una serie de leyes destinadas a abolir y destruir el sistema de clanes escocés, incluyendo la prohibición de portar armas y de llevar tartán, así como una serie de límites a las actividades de la Iglesia episcopal escocesa. La mayor parte de esta legislación fue derogada a finales del siglo XVIII, cuando la amenaza jacobita ya había disminuido, desembocando en el resurgimiento cultural de las Tierras Altas. El tartán fue adoptado por los regimientos de las Tierras Altas del Ejército Británico, en el que los jóvenes de las Tierras Altas se alistaban en gran número debido a la pobreza de su tierra durante la época de las guerras napoleónicas (1790-1815). Aunque el tartán quedó en desuso entre el pueblo llano, a partir de la década de 1820 volvió a ser adoptado por la élite social escocesa como símbolo de identidad nacional, y posteriormente llegó a ponerse de moda en toda Europa como elemento de idealización de las Tierras Altas durante el Romanticismo, impulsado por la mitología del ciclo ossiánico y las famosas obras de Walter Scott. El punto álgido sucedió con la visita del rey Jorge IV del Reino Unido a Escocia portando tartán en 1822, lo cual provocó una demanda masiva de esta prenda de vestir, la cual no era aún conocida ni producida por la industria escocesa de la lana. Los diseños de los tartanes que conocemos actualmente fueron fijados durante esta época, convirtiéndose en el símbolo más reconocible de la cultura escocesa. A lo largo del siglo XIX, la identificación de la cultura de las Tierras Altas con Escocia fue reforzada por la reina Victoria del Reino Unido, quien se retiró al castillo de Balmoral, en Aberdeenshire y estaba muy interesada en la cultura de los tartanes.

### Religión
La Reforma escocesa triunfó parcialmente  en las Tierras Altas de Escocia. El catolicismo se mantuvo fuerte en algunas áreas, debido a sus ubicaciones remotas y los esfuerzos de los misioneros franciscanos de Irlanda, que acudían regularmente a celebrar misa. Siguen existiendo importantes bastiones católicos en las Tierras Altas y en las islas, como Moidart y Morar en el continente y South Uist y Barra en las Hébridas Exteriores del sur. La lejanía de la región y la falta de un clero que hablara gaélico socavaron los esfuerzos misioneros de la iglesia establecida. A finales del siglo XVIII se produjo un éxito algo mayor, debido a los esfuerzos de los misioneros de la SSPCK y a la disrupción de la sociedad tradicional después de la Batalla de Culloden en 1746. En el siglo XIX, las Iglesias evangélicas libres, que eran más receptivas a la lengua y la cultura gaélicas, crecieron rápidamente, atrayendo mucho más fuertemente que la iglesia establecida.
Sin embargo, en su mayor parte, las Tierras Altas se consideran predominantemente protestantes, pertenecientes a la Iglesia de Escocia. Al contrario que las islas católicas del sur, las islas del norte de las Hébridas Exteriores (Lewis, Harris y North Uist) tienen una proporción excepcionalmente alta de su población perteneciente a la Iglesia Protestante Libre de Escocia o a la Iglesia Presbiteriana Libre de Escocia. Las Hébridas Exteriores han sido descritas como el último bastión del calvinismo en Gran Bretaña, donde el sabbat sigue siendo ampliamente seguido. Inverness y el área circundante tienen una población mayoritariamente protestante, y la mayoría de los lugareños pertenecen a la Iglesia o a la Iglesia Libre de Escocia. La iglesia mantiene una presencia notable en la zona, con una asistencia a la iglesia notablemente mayor que en otras partes de Escocia. La religión sigue desempeñando un papel importante en la cultura de las Tierras Altas, y la observancia del sabbat todavía se practica ampliamente, particularmente en las Hébridas.

## Economía
Antes del siglo XIX, las Tierras Altas escocesas eran una región muy pobre y tradicional que no se vio influida por la Ilustración escocesa ni por la Revolución Industrial, grandes cambios sociopolíticos y económicos que sí influyeron en las Tierras Bajas de Escocia. Sin embargo, el período histórico de las guerras napoleónicas brindaron a las Tierras Altas prosperidad, optimismo y crecimiento económico. La economía creció impulsada por los salarios pagados en las industrias química, pesquera, telar y en grandes infraestructuras como el proyecto del canal de Caledonia, un importante canal que hoy une Inverness con la costa occidental en Corpach. En la costa oriental las granjas progresaron y los altos precios en la venta de ganado proporcionaron importantes rentas a los ganaderos. El servicio en la Marina Real Británica era muy favorable para los jóvenes, ya que estos enviaban sumas de dinero a sus familias, y posteriormente podían retirarse con una buena pensión. Esta prosperidad finalizó hacia el año 1815, y varios factores negativos a largo plazo comenzaron a minar la posición económica de la clase de pequeños agricultores arrendatarios, conocidos como crofters. Los grandes propietarios de tierras fueron enfocándolas hacia la explotación comercial desde 1750, y este hecho fue disolviendo progresivamente la estructura socioeconómica tradicional de las Tierras Altas del noroeste y de las islas Hébridas, causando finalmente una enorme crisis económica y social a los arrendatarios. El traslado forzoso y reasentamiento poblacional del siglo XVIII, denominado en inglés Highland Clearences, y el fin del sistema de municipios provocaron cambios en la propiedad de la tierra y en la ganadería ovina. La Gran hambruna irlandesa de la década de 1840 fue causada por una enfermedad proveniente de las Tierras Altas, que acabó provocando una catástrofe humana, para paliar la cual, los pobladores idearon un plan de emigración en cadena: Según el plan, los líderes de los clanes elegían a los jóvenes que emigrarían primero, el lugar a donde tenían que ir y el orden de emigración. Luego de su asentamiento en el destino, tenían que ir preparando el camino para sus parientes, y de este modo el desplazamiento migratorio sería en cadena.

#### Producción de whisky

Las regiones tradicionales del whisky escocés

Hoy en día, las Tierras Altas son la mayor región productora de whisky de Escocia; la zona relevante se extiende desde Orkney hasta la isla de Arran en el sur e incluye las islas del norte y gran parte de las Hébridas Interiores y Exteriores, Argyll, Stirlingshire, Arran, así como secciones de Perthshire y Aberdeenshire. (Otras fuentes tratan a las Islas, excepto Islay, como una región productora de whisky separada). Esta enorme área tiene más de 30 destilerías, o 47 cuando se incluye la subregión de las Islas en el recuento. Según una fuente, las cinco principales son Macallan, Glenfiddich, Aberlour, Glenfarclas y Balvenie. Si bien Speyside se encuentra geográficamente dentro de las Tierras Altas, esa región se especifica como distinta en términos de producción de whisky. Los whiskies de pura malta de Speyside se producen en unas 50 destilerías. 
Según Visit Scotland, el whisky de las Highlands es "afrutado, dulce, picante y malteado". Otra reseña  afirma que el whisky de pura malta de las Highlands del norte es "dulce y con cuerpo", los whiskies de las Highlands del este y del sur tienden a tener una "textura más ligera", mientras que las destilerías de las Highlands occidentales producen whiskys de pura malta con una "influencia mucho más turbia".

## Clima
La región disfruta de un clima mucho más suave que otras áreas a similar latitud, como la península de Kamchatka en Rusia, o la del Labrador en Canadá, a causa de la corriente del Golfo. Dependiendo de la altitud, la clasificación climática de Köppen es entre "Cfb" en zonas de costa, pasando a ser "Cfc", "Dfc" y "ET" en las zonas más elevadas, como los Cairngorms.
| Parámetros climáticos promedio de observatorio de Ullapool (1 m s. n. m.) (periodo de referencia: 1981-2010) | Parámetros climáticos promedio de observatorio de Ullapool (1 m s. n. m.) (periodo de referencia: 1981-2010) | Parámetros climáticos promedio de observatorio de Ullapool (1 m s. n. m.) (periodo de referencia: 1981-2010) | Parámetros climáticos promedio de observatorio de Ullapool (1 m s. n. m.) (periodo de referencia: 1981-2010) | Parámetros climáticos promedio de observatorio de Ullapool (1 m s. n. m.) (periodo de referencia: 1981-2010) | Parámetros climáticos promedio de observatorio de Ullapool (1 m s. n. m.) (periodo de referencia: 1981-2010) | Parámetros climáticos promedio de observatorio de Ullapool (1 m s. n. m.) (periodo de referencia: 1981-2010) | Parámetros climáticos promedio de observatorio de Ullapool (1 m s. n. m.) (periodo de referencia: 1981-2010) | Parámetros climáticos promedio de observatorio de Ullapool (1 m s. n. m.) (periodo de referencia: 1981-2010) | Parámetros climáticos promedio de observatorio de Ullapool (1 m s. n. m.) (periodo de referencia: 1981-2010) | Parámetros climáticos promedio de observatorio de Ullapool (1 m s. n. m.) (periodo de referencia: 1981-2010) | Parámetros climáticos promedio de observatorio de Ullapool (1 m s. n. m.) (periodo de referencia: 1981-2010) | Parámetros climáticos promedio de observatorio de Ullapool (1 m s. n. m.) (periodo de referencia: 1981-2010) | Parámetros climáticos promedio de observatorio de Ullapool (1 m s. n. m.) (periodo de referencia: 1981-2010) |
| Mes | Ene. | Feb. | Mar. | Abr. | May. | Jun. | Jul. | Ago. | Sep. | Oct. | Nov. | Dic. | Anual |
| --- | --- | --- | --- | --- | --- | --- | --- | --- | --- | --- | --- | --- | --- |
| Temp. máx. media (°C)                                                                                        | 5.1 | 5.5 | 7.0 | 10.0 | 13.4 | 15.3 | 17.2 | 16.6 | 14.4 | 10.8 | 7.5 | 5.2 | 10.7 |
| Temp. mín. media (°C)                                                                                        | -1.2 | -1.1 | 0.2 | 1.6 | 3.9 | 7.1 | 9.1 | 8.8 | 6.6 | 4.0 | 1.3 | -1.4 | 3.2 |
| Precipitación total (mm)                                                                                     | 236.3 | 164.0 | 175.3 | 94.0 | 87.7 | 85.7 | 98.2 | 103.5 | 150.3 | 199.5 | 191.8 | 180.5 | 1,766.8 |
| Días de precipitaciones (≥ 1 mm)                                                                             | 19.7 | 17.0 | 20.4 | 16.0 | 14.7 | 14.2 | 14.9 | 16.5 | 17.4 | 20.1 | 19.2 | 17.2 | 207.3 |
| Horas de sol                                                                                                 | 26 | 54 | 85 | 134 | 186 | 151 | 127 | 125 | 96 | 66 | 34 | 21 | 1,105 |
| Fuente: Met Office                                                                                           | | | | | | | | | | | | | |

## Geología

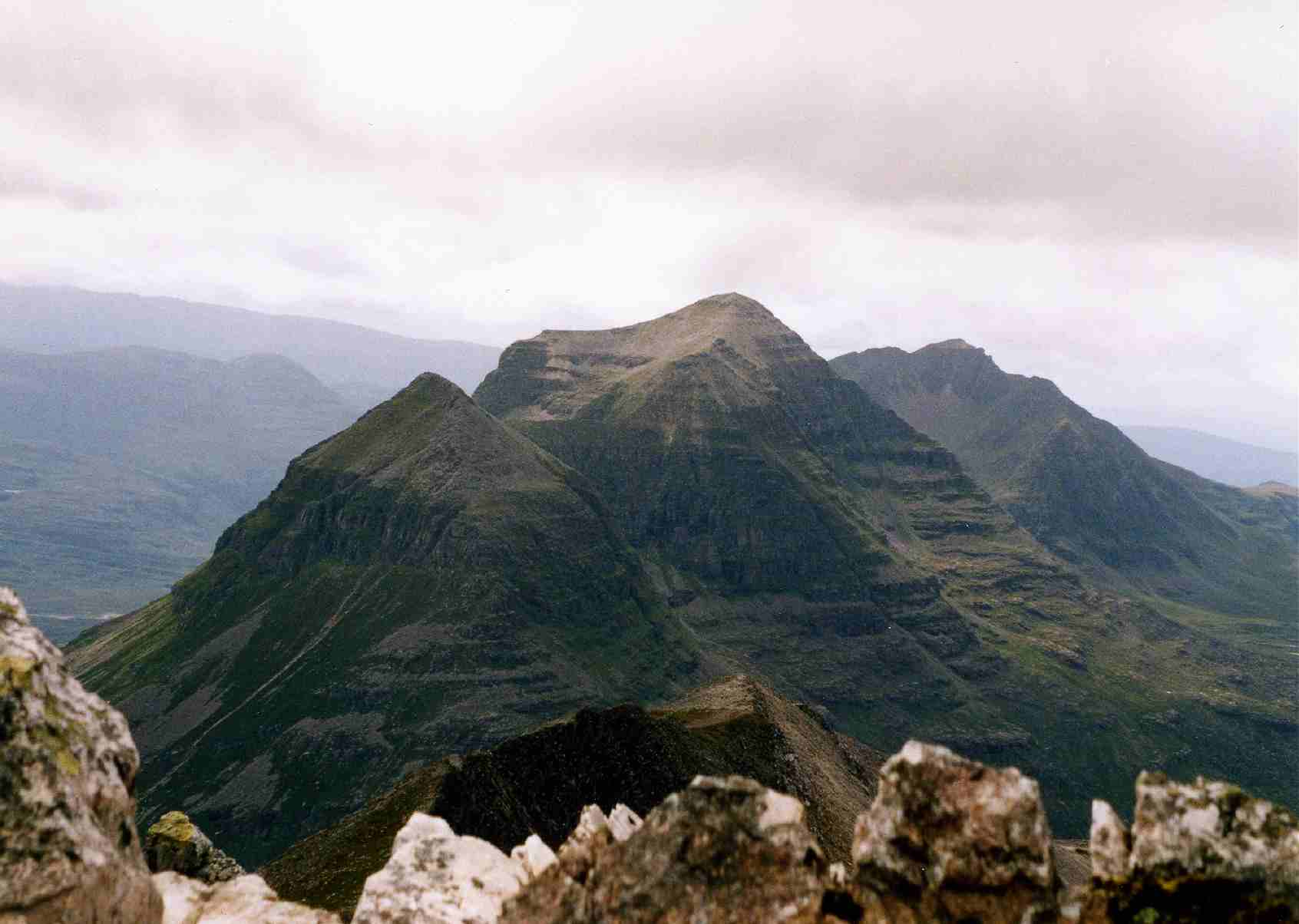
El monte Liathach visto desde el monte Beinn Eighe. También visible el monte Stuc a' Choire Dhuibh Bhig, de 915

Las Tierras Altas se encuentran al norte y al oeste de la Highland Boundary Fault, falla fronteriza de las Tierras Altas, que va desde la isla de Arran hasta Stonehaven. Esta parte de Escocia está compuesta en gran parte por rocas antiguas de los períodos Cámbrico y Precámbrico que se elevaron durante la orogenia caledoniana posterior. Las formaciones más pequeñas de gneis lewisiano en el noroeste tienen hasta tres mil millones de años. Las rocas superpuestas de la arenisca de Torridon forman montañas en las colinas de Torridon, como Liathach y Beinn Eighe en Wester Ross.
Estos cimientos están intercalados con numerosas intrusiones ígneas de una edad más reciente, cuyos restos han formado macizos montañosos como los Cairngorms y los Cuillin de Skye. Una excepción significativa a lo anterior son los yacimientos de arenisca roja antigua que contienen fósiles y que se encuentran principalmente a lo largo del Fiordo de Moray  y parcialmente a lo largo de la Highland Boundary Fault. Los yacimientos jurásicos que se encuentran en lugares aislados de Skye y Applecross reflejan la compleja geología subyacente. Son la fuente original de gran parte del petróleo del Mar del Norte. El Great Glen se forma a lo largo de una falla transformante que divide los montes Grampianos al sureste de las Tierras Altas del Noroeste.
Toda la región estuvo cubierta de capas de hielo durante las glaciaciones del Pleistoceno, salvo quizás algunos nunataks. La compleja geomorfología incluye valles y lagos tallados por la acción de los arroyos de montaña y el hielo, y una topografía de montañas distribuidas irregularmente cuyas cumbres tienen alturas similares sobre el nivel del mar, pero cuyas bases dependen de la cantidad de denudación a la que se ha visto sometida la meseta en varios lugares.

## Ciudades y villas
| - Aberfeldy - Back of Keppoch - Ballachulish - Blair Atholl - Braemar - Crianlarich - Durness - Fort William - Glencoe - Inveraray - Inverness - Killin - Kingussie - Kinlochleven - Kinloch Rannoch | - Kyle of Lochalsh - Mallaig - Newtonmore - North Ballachulish - Nethy Bridge - Oban - Plockton - South Ballachulish - Taynuilt - Thurso - Tobermory - Tomintoul - Ullapool - Wick |